# Poecilotriccus calopterus
Poecilotriccus calopterus là một loài chim trong họ Tyrannidae.